# Music City Bowl 2015
Match précédent Match suivant
Le Music City Bowl 2015 est un match de football américain de niveau universitaire joué après la saison régulière de 2015, le 30 décembre 2015 au Nissan Stadium de Nashville dans le Tennessee. 
Le match est sponsorisé par la Franklin American Mortgage Company et est officiellement renommé le Franklin American Mortgage Company Music City Bowl.
Il s'agit de la 18e édition du Music City Bowl.
Le match a mis en présence les équipes de Louisville issue de l'Atlantic Coast Conference et de Texas A&M issue de la Southeastern Conference.
Il a débuté à 18:00 heure locale et a été retransmis en télévision sur ESPN et en radio sur ESPN Radio.
Louisville gagne le match sur le score de 27 à 21.

## Présentation du match
| Équipes                                                                                          | Conférences | Entraîneurs   | Stats. saison rég. | Classements avant le bowl CFP-AP-Coaches |
| ------------------------------------------------------------------------------------------------ | ----------- | ------------- | ------------------ | ---------------------------------------- |
| Aggies du Texas                                                                                  | SEC         | Kevin Sumlin  | 8-4                | Non classé                               |
| Cardinals de Louisville                                                                          | ACC         | Bobby Petrino | 7-5                | Non classé                               |
| Arbitre : Alan Eck (Big XII) Équipe donnée favorite par les bookmakers : Texas A&M à 2½ contre 1 |             |               |                    |                                          |

Il s'agit de la 4e rencontre entre ces deux équipes, les Aggies du Texas ayant gagnés les trois premiers matchs.
Le dernier match eut lieu en 1994 (victoire des Aggies 26 à 10). C'est la première rencontre depuis qu'ils appartiennent aux conférences SEC et ACC, puisque auparavant les Aggies faisaient partie de la Southwest Conference et les Cardinals étaient Indépendants.

### Aggies du Texas
Avec un bilan global en saison régulière de 8 victoires et 4 défaites, Texas A&M est éligible et accepte l'invitation pour participer au Music City Bowl de 2015.
Ils terminent 5e de la West Division de la SEC derrière #1 Alabama
#10 Ole Miss, Arkansas et #16 LSU, avec un bilan en division de 5 victoires et 3 défaites.
À l'issue de la saison 2015 (bowl compris ou pas), ils n'apparaissent pas dans les classements CFP , AP et Coaches.
Il s'agit de leur 1er apparition au Music City Bowl.

### Cardinals de Louisville
Avec un bilan global en saison régulière de 7 victoires et 5 défaites, Louisville est éligible et accepte l'invitation pour participer au Music City Bowl de 2015.
Ils terminent 3e de la l'Atlantic Division de l'Atlantic Coast Conference derrière #2 Clemson et #14 Florida State, avec un bilan en division de 5 victoires et 3 défaites.
À l'issue de la saison 2015 (bowl compris ou pas), ils n'apparaissent pas dans les classements CFP , AP et Coaches.
Il s'agit de leur 1er apparition au Music City Bowl.

## Résumé du match
Début du match à 18:10 heures locale, fin à 22:11 pour une durée totale de match de 4:01 heures.
Météo nuageuse, température de 49 °F (9,5 °C), vent de NO à 5 miles/h (8 km/h).
| QT          | Temps       | Drive       | Drive       | Drive       | Équipe      | Description de l'action | Score | Score |
| QT          | Temps       | Jeux        | Yards       | TDP         | Équipe      | Description de l'action | TAMU  | LOU   |
| ----------- | ----------- | ----------- | ----------- | ----------- | ----------- | --- | ----- | ----- |
| 1           | 11:56       | 5           | 80          | 01:51       | LOU         | TD à la suite d'une course de 6 yards par QB Lamar Jackson + 1 point de conversion par K John Wallace                                            | 0     | 7     |
| 1           | 01:19       | 4           | 21          | 01:19       | LOU         | TD de 2 yards par TE Micky Crum à la suite d'une réception de passe de QB Lamar Jackson mais l tentative de conversion par K John Wallace échoue | 0     | 13    |
| 1           | 02:25       | 8           | 70          | 02:50       | TAMU        | TD à la suite d'une course de 9 yards par RB Tra Carson + 1 point de conversion par K Taylor Bertolet                                            | 7     | 13    |
| 1           | 01:14       | 3           | 82          | 01:07       | LOU         | TD à la suite d'une course de 61 yards par QB Lamar Jackson + 1 point de conversion par K John Wallace                                           | 7     | 20    |
| 2           | 01:51       | 8           | 97          | 03:54       | TAMU        | TD de 4 yards par WR Ricky Seals-Jones à la suite d'une réception de passe de QB Jake Hubenak + 1 point de conversion par K Taylor Bertolet      | 14    | 20    |
| 3           | 03:01       | 7           | 73          | 02:54       | LOU         | TD de 17 yards par TE Keith Towbridge à la suite d'une réception de passe de QB Lamar Jackson + 1 point de conversion par K John Wallace         | 14    | 27    |
| 4           | 04:54       | 8           | 86          | 02:11       | TAMU        | TD de 29 yards par WR Christian Kirk à la suite d'une réception de passe de QB Jake Hubenak + 1 point de conversion par K Taylor Bertolet        | 21    | 27    |
| Score final | Score final | Score final | Score final | Score final | Score final | Score final | 21    | 27    |

## Statistiques
| Statistiques par Équipes               | Statistiques par Équipes      | Statistiques par Équipes      |
| Statistiques                           | TAMU                          | LOU                           |
| -------------------------------------- | ----------------------------- | ----------------------------- |
| 1er downs                              | 25                            | 21                            |
| Conversion de 3e Down                  | 6/18                          | 5/15                          |
| Conversion de 4e Down                  | 0/2                           | 0/3                           |
| Jeux–yards                             | 87 jeux pour 445 yards gagnés | 72 jeux pour 534 yards gagnés |
| Yards à la course                      | 138                           | 307                           |
| Yards à la passe                       | 307                           | 227                           |
| Passes : Réussies-Tentées-Interceptées | 28/48, 1 Int.                 | 12/26, 0 Int.                 |
| Réussite en zone rouge/chances         | 2/3                           | 3/3                           |
| TD                                     | 3                             | 4                             |
| Field Goals                            | 0/0                           | 0/0                           |
| Sacks (Nombre-Yards gagnés)            | 1 pour 10 yards gagnés        | 5 pour 39 yards gagnés        |
| Fumbles (Nombre/Perdus)                | 1/1                           | 2/0                           |
| Pénalités (Nombre/Yards perdus)        | 9/85 yards perdus             | 10/90 yards perdus            |
| Temps de possession                    | 30:53                         | 29:07                         |

| Meilleur Joueur (MVP) | Meilleur Joueur (MVP) | Meilleur Joueur (MVP) |
| --------------------- | --------------------- | --------------------- |
| Nom                   | Équipe                | Poste                 |
| Lamar Jackson         | QB                    | Louisville            |

| Statistiques Individuelles | Statistiques Individuelles | Statistiques Individuelles                     |
| -------------------------- | -------------------------- | ---------------------------------------------- |
| Quaterbacks                |                            |                                                |
| TAMU                       | Jake Hubenak               | 28/48, 307 yards, 2 TDs, 1 Int., 5 sacks subis |
| LOU                        | Jackson, Lamar             | 12/26, 227 yards, 2 TDs, 0 Int., 1 sack subi   |
| Meilleurs Coureurs         |                            |                                                |
| TAMU                       | Tra Carson                 | 20 courses pour 106 yards nets gagnés et 1 TD  |
| LOU                        | Jackson, Lamar             | 22 courses pour 226 yards nets gagnés et 2 TDs |
| Meilleurs Receveurs        |                            |                                                |
| TAMU                       | Josh Reynolds              | 11 réceptions pour 177 yards gagnés, 0 TD      |
| LOU                        | Quick, James               | 4 réceptions pour 73 yards gagnés              |
| Meilleurs Tackleurs        |                            |                                                |
| TAMU                       | Armani Watts               | 12 tacles en solo et 3 assistes, 0 sack        |
| LOU                        | Thomas, Stacy              | 5 tacles en solo et 6 assistes, 0 sack         |